# Wilkołaz Pierwszy
Wilkołaz Pierwszy – wieś w Polsce położona w województwie lubelskim, w powiecie kraśnickim, w gminie Wilkołaz.
Miejscowość jest sołectwem – siedzibą gminy Wilkołaz. Według Narodowego Spisu Powszechnego (III 2011 r.) wieś liczyła 828 mieszkańców.
Przez Wilkołaz przebiega droga wojewódzka nr 848 Lublin-Janów Lubelski, droga ekspresowa nr 19 z zjazdem w miejscowości. oraz linia kolejowa Lublin-Przeworsk z przystankiem osobowym. W miejscowości znajdują się 2 wiadukty kolejowe nad drogą nr 19 i drogami powiatowymi do Urzędowa i Zakrzówka Do grudnia 2004 przy tym pierwszym wiadukcie istniała tarcza ostrzegawcza semafora wjazdowego stacji kolejowej Wilkołaz, znajdującej się na południe od miejscowości. Po zamknięciu stacji została ona zlikwidowana. Do dziś zachowała się jej podstawa.
Wieś jest siedzibą rzymskokatolickiej parafii św. Jana Chrzciciela.

## Historia
Historycznie położony jest w Małopolsce (początkowo w ziemi sandomierskiej, a następnie w ziemi lubelskiej).
Pierwsze informacje o Wilkołazie pochodzą z XIV w. Był wtedy wsią królewską, która od 1325 roku została parafią. Dobra wilkołaskie kolejno znajdowały się w rękach: Gorajskich, Łęczyńskich, książąt Olelkowiczów-Słuckich i Zamoyskich. Blisko 11 lat (w latach 1832- 1843) wikariuszem parafii w Wilkołazie był ks.Piotr Ściegienny, organizator i przywódca Związku Chłopskiego.
W latach 1975–1998 miejscowość administracyjnie należała do ówczesnego województwa lubelskiego.
We wsi znajduje się parafia św. Jana Chrzciciela.
Urodzili się tutaj:
- prof. Jan Malarczyk[12]
- por. Tadeusz Pelak,
- ks. Jan Samolej.

## Turystyka

### Szlaki turystyczne
- Szlak Renesansu Lubelskiego